# Nuovo Pignone

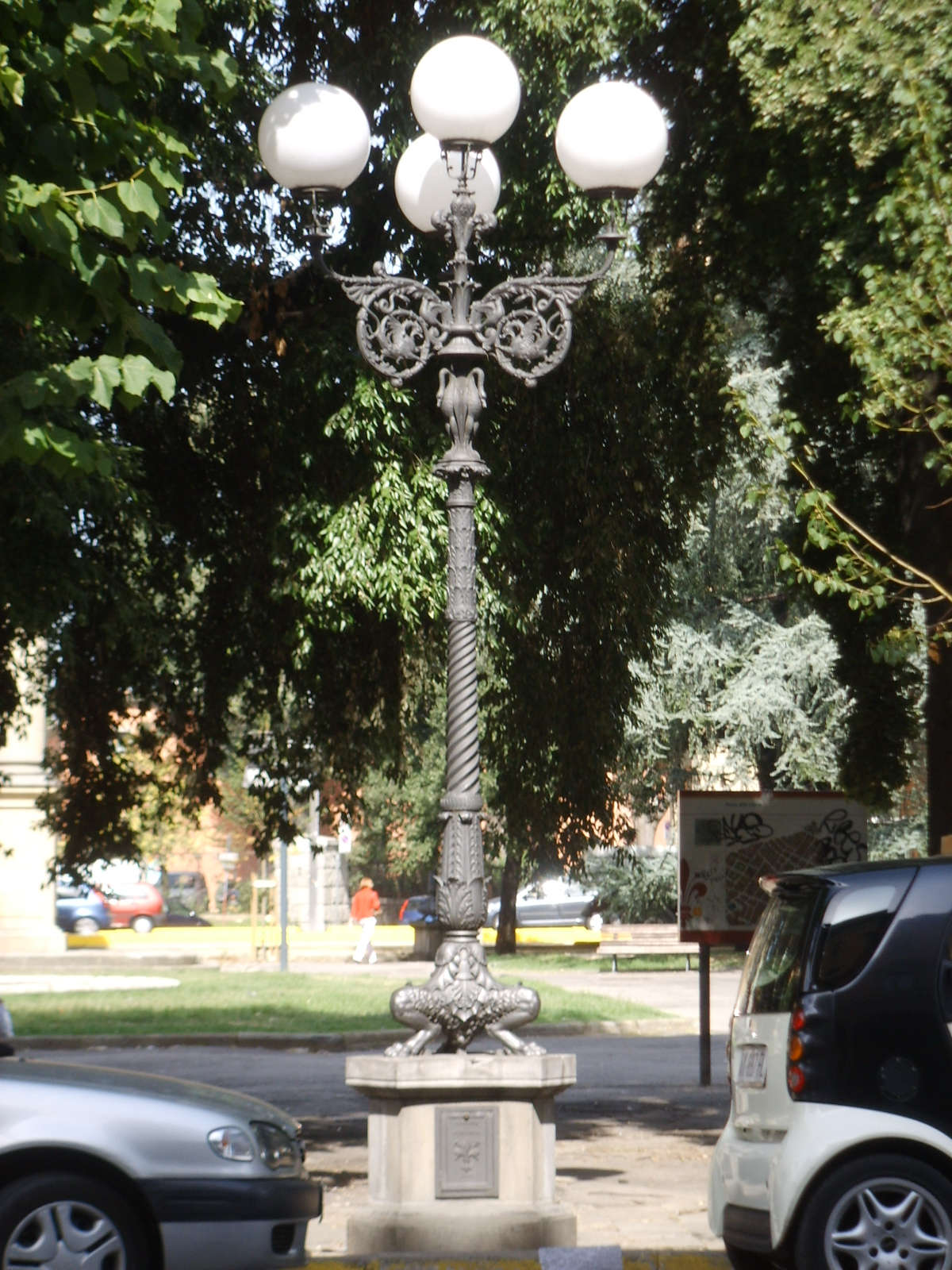
Lampione storico della Pignone in piazza della Libertà a Firenze

La Nuovo Pignone, in precedenza Fonderia di ferro di seconda fusione, Fonderia del Pignone o Officine Meccaniche del Pignone, è una delle maggiori realtà industriali di Firenze. Si occupa attualmente della realizzazione di compressori alternativi, turbine a gas, compressori centrifughi, turbine a vapore ecc, per la movimentazione di idrocarburi e gas. È controllata dal gruppo Baker Hughes.

## Storia

### Fondazione
Negli anni quaranta del XIX secolo Pasquale Benini, imprenditore di Lastra a Signa, ai primi sentori di crisi nell'industria dei cappelli di paglia, causata dalla concorrenza cinese, pensò di diversificare le sue attività investendo nell'industria metallurgica.
Fondò così nel 1842 insieme a Tommaso Michelagnoli e al magnano Giovanni Niccoli (che verrà però liquidato dopo pochi mesi) l'officina nel rione del Pignone, appena fuori dall'antica cinta muraria e ben servita da un porticciolo fluviale cui attraccavano le barche provenienti principalmente dal porto di Livorno. Inizialmente fu costituita come fonderia di ghisa, per poi passare ai primi del '900 all'attività meccanica con la produzione di compressori alternativi.
I tecnici Friedrich Schenk e Giovanni Niccoli condussero esperimenti di metallurgia, e fin dai primi anni la fonderia si distinse per la produzione di arredi urbani, anche artistici, guadagnando una buona fama. Oltre ai getti artistici per l'edilizia, l'azienda produceva anche tubi in ghisa.
A Firenze e molte altre città italiane è facile incontrare lampioni, tombini, fontane dove in un angolo si può ancora leggere "Fonderia del Pignone". Vale anche per tutte le decorazioni in ferro e in bronzo del Palazzo Postale di Città del Messico.

### Sviluppo
Nel 1848, dall'altra parte dell'Arno, fu costruita la Stazione Leopolda, che pur perdendo presto il servizio passeggeri rimase terminal merci, contribuendo così alla crescita dell'azienda.
Nel 1854 l'annessa officina meccanica realizzò, sotto la guida dell'ingegnere Pietro Benini, il primo motore a scoppio seguendo il progetto di Eugenio Barsanti e Felice Matteucci, sviluppando negli anni seguenti prototipi a uno e due pistoni adatti per impiego fisso al posto di motori a vapore.

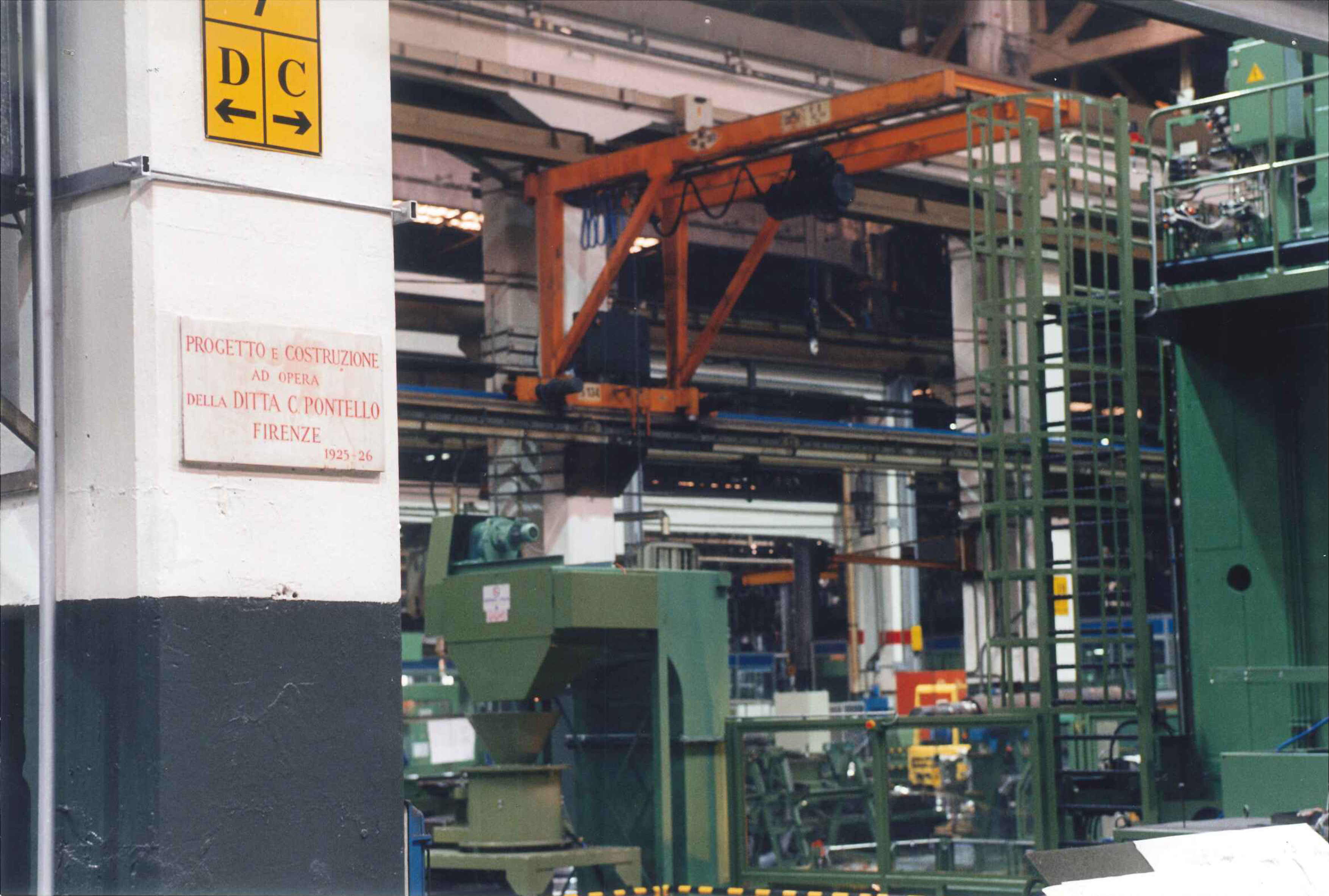
La targa commemorativa posta all'interno del nuovo stabilimento Pignone nel 1926

Nel 1874 l'azienda divenne una Società Anonima e assunse il nome di "Società Anonima Fonderia del Pignone"; in quegli stessi anni, l'azienda perfezionò i procedimenti di fusione e rinnovò le proprie attrezzature. Nell'ultimo decennio del secolo, poi, la Pignone avviò una proficua produzione di attrezzature frigorifere.
La fabbrica si sviluppava sempre più, cominciando ad avere centinaia di operai; alla fine del XIX secolo fu avviata anche l'attività di carpenteria e la produzione di compressori, utilizzati per la sintesi dell'ammoniaca.
Tra il 1901 e il 1902 gli operai, per la prima volta nel contesto fiorentino, misero in discussione la fedeltà e la subordinazione alla direzione. Il primo sciopero venne proclamato in solidarietà verso gli scioperanti del Cantiere Orlando di Livorno- Nel dicembre del 1901 i lavoratori promossero una vertenza di 56 giorni per una diverso meccanismo di retribuzione e di turnazioni e nell'estate del 1902, dopo il licenziamento di 22 operai, venne proclamato prima uno sciopero aziendale e il 31 agosto di tutta la Camera del Lavoro di Firenze. Le autorità reagirono mobilitando squadroni di cavalleria giunti da fuori a presidiare la città.
La Prima guerra mondiale diede un grande impulso allo sviluppo dell'azienda, tanto che nel 1917 si decise di trasferire lo stabilimento nella zona di Rifredi per poter usufruire degli ampi spazi disponibili (fino agli anni settanta rimarrà praticamente in aperta campagna). Durante il conflitto, furono approntati degli appositi reparti per lavorazioni effettuate per conto della Marina Militare.
Subito dopo la guerra gli operai del Pignone furono coinvolti a Firenze nelle occupazioni delle fabbriche del settembre 1920, momento più caldo del biennio rosso.

### Il secondo dopoguerra e il rischio di chiusura
Durante la seconda guerra mondiale il Pignone fu coinvolto nella produzione bellica, con l'inglobamento della Società Bassoli di Massa e convertendo la propria produzione al servizio delle esigenze belliche.
Questa volta, tuttavia, fu pesantemente colpito dai bombardamenti alleati, tanto da uscire quasi completamente distrutto dagli eventi bellici.
La fabbrica si mobilitò durante gli scioperi del marzo 1944. Mentre i GAP diedero fuoco alle sedi del sindacato fascista, il 3 marzo molte fabbriche fiorentine si fermarono. Al Pignone gli operai resistettero tre giorni, pagando lo sciopero con arresti e deportazioni: quattro di loro avrebbero trovato la morte nel campo di concentramento di Mauthausen. Ancora oggi una lapide all'interno dello stabilimento ricorda quei tragici fatti.
Dopo la Liberazione gli operai riuscirono a salvare qualche macchinario e un poco di materiali dalle distruzioni e dalle razzie, per poter riprendere quanto prima la produzione.
I danni bellici, la mancanza di macchinari e le difficoltà a riconvertire la produzione nel periodo post-bellico ponevano l'azienda in serie difficoltà alla metà degli anni '40.
Nel 1946 l'azienda fu acquistata dalla SNIA con l'intenzione di riconvertirla alla produzione di telai tessili, ma la produzione non decollò mai, anche per la concorrenza internazionale, tant'è che nel 1953 ne fu prospettata la chiusura e la società fu posta in liquidazione.

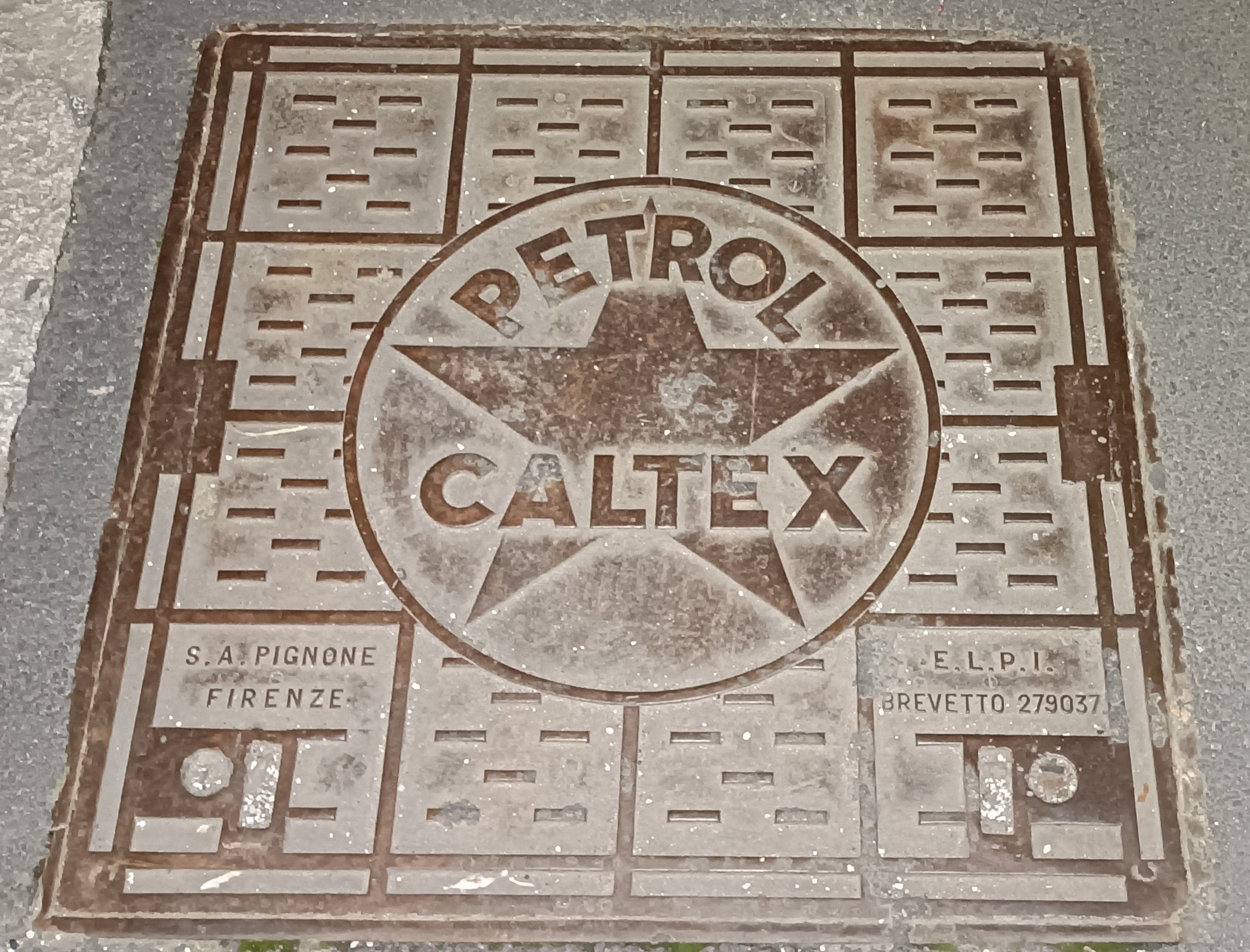
Un tombino prodotto dalla Pignone per la Petrol Caltex nel dopoguerra. Si noti l'utilizzo del vecchio marchio "Pignone", prima della trasformazione in "Nuovo Pignone"

L'ipotesi di chiusura del Pignone, a parte gli ovvi aspetti occupazionali, sollevò una mobilitazione popolare in quanto, assieme alla Galileo, l'azienda era considerata tra le più importanti di Firenze, e la popolazione la sentiva oramai come componente fondamentale della città. La prospettata chiusura degli impianti suscitò anche un vivo dibattito politico in Parlamento.
Giorgio La Pira, storico sindaco, intervenne presso Enrico Mattei, presidente del neonato Eni e riuscì a convincerlo ad acquistare l'azienda, salvandola in extremis.
Non si conoscono le motivazioni che spinsero Mattei ad accettare, anche se si mormora che La Pira abbia detto a Mattei: "ho sognato la Madonna, e mi ha detto che se la tua Eni l'avesse acquistata, sarebbe stato un ottimo affare". Visto che anche Mattei era molto religioso, come La Pira, non si sentì di fare altre obiezioni.
Ed in effetti, dopo l'acquisizione, a seguito di una iniziale attività di produzione di bombole di gas il Nuovo Pignone fu coinvolto nell'impiantistica del settore petrolifero, ed ebbe ben presto un ruolo di eccellenza internazionale nel settore dei compressori e delle turbine, grazie anche alle brillanti idee del giovane ingegnere Pier Luigi Ferrara.

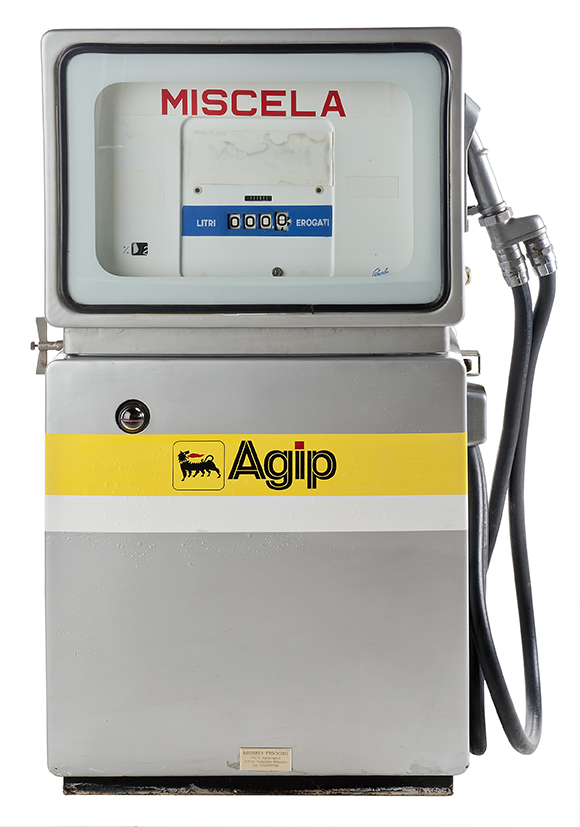
Distributore di benzina della Nuovo Pignone esposto al Museo Fisogni, disegnato da Marcello Nizzoli e Mario Olivieri

### L'intervento dell'ENI
Il 23 gennaio 1954 l'ENI rilevò quindi la società, che aveva cessato l'attività da alcuni mesi, e ne cambiò la denominazione in Nuovo Pignone - Industrie Meccaniche e Fonderia Spa.
L'intuito di Mattei portò a rinnovare le strutture, orientando la produzione principalmente verso macchinari e apparecchiature per l'industria del petrolio, della petrolchimica, della raffineria e del gas naturale. Dopo le prime forniture alle aziende del Gruppo ENI, la società iniziò ad ottenere importanti commesse da clienti terzi, oltre a soddisfare l'intero fabbisogno del gruppo ENI. Le maestranze, 1.100 lavoratori assunti tra gli ex dipendenti della vecchia società, furono riqualificate per affrontare le nuove lavorazioni.
Agli stabilimenti di Firenze e Massa, rilevati dal "Pignone", si aggiunsero quelli di Talamona (SO) nel 1957, di Vibo Valentia (VV) nel 1962, di Porto Recanati (MC) nel 1963, di Schio (VI) nel 1968, e di Bari e Roma nel 1972. Nel 1964, l'azienda aveva circa 4.000 dipendenti.
Negli anni '60 l'azienda diede inoltre vita alle società "Pignone Sud" e "Fucine Meridionali", partecipate al 50%. In quegli anni, nello stabilimento di Talamona fu avviata anche la produzione di pompe di benzina, alcune delle quali su licenza della tedesca Schwelm, che furono ridisegnate da designer del calibro di Marcello Nizzoli, Gian Mario Olivieri e Alberto Rosselli.
Nello stesso periodo, l'azienda costruiva piattaforme petrolifere per perforazioni sottomarine, per l'Agip Mineraria e  la Saipem, con l'assistenza di un'azienda statunitense.
Nel 1986 la società è stata quotata in borsa previo collocamento fra il pubblico del 18% del capitale sociale (21,6 milioni di azioni a 4.250 lire). Il 30 dicembre 1987 il Nuovo Pignone ha incorporato la società "Confezioni Monti d'Abruzzo Spa", acquisita per usufruire di alcuni benefici fiscali connessi alle perdite registrate dall'incorporata. Il Nuovo Pignone (con oltre 5000 dipendenti) dispose in Italia di sette stabilimenti di produzione con sede e Direzione Generale a Firenze, dove sorse lo stabilimento più importante (dove vennero prodotti compressori alternativi, centrifughi e assiali, turbine a gas e vapore). Negli anni, pur con qualche crisi, l'azienda crebbe, specializzandosi nella realizzazione di impianti nei più remoti luoghi, mantenendo comunque sempre una bassa ma costante redditività.
Dal punto di vista sindacale l'arrivo dell'ENI portò ad un iniziale indebolimento dei lavoratori. Nel processo di riorganizzazione, infatti circa 650 operai non vennero riassunti e molti di questi erano iscritti alla CGIL. L'intervento fu talmente chirurgico che alle successive elezioni per la Commissione Interna la CGIL non riuscì neanche a presentare una propria lista in una fabbrica dove aveva sempre rappresentato in modo netto la maggioranza degli operai. Di contro, la nuova gestione comportò un alto grado di specializzazione dei lavoratori, che poterono usufruire dei corsi professionali organizzati dall'ENI.
Già pochi anni dopo i lavoratori del Pignone ritrovarono la loro combattività e tra anni Sessanta e Settanta furono protagonisti di importanti lotte e conquiste. Il 14 aprile 1969, dopo una dura vertenza, strapparono un accordo alla Direzione sui diritti di assemblea, i delegati di reparto e i diritti sindacali, e tra il 1971 e il 1972 vennero firmati due importanti accordi sull'abolizione del cottimo, l'inquadramento unico e la salute e sicurezza sul lavoro.

### La privatizzazione
Nel 1993, nell'ambito della privatizzazione dell'ENI, il Nuovo Pignone fu venduto alla General Electric, pur tra numerose polemiche (anche interne all'ENI stessa). Alcune perplessità erano determinate dal timore che la General Electric avesse accettato l'affare solo per impadronirsi e smembrare il suo maggior concorrente. In effetti, in seno ad alcuni vertici dell'ENI vi era contrarietà a  "svendere" uno dei pochi asset strategici per la società energetica (uno dei pochi tra l'altro in attivo, in un momento in cui le perdite del settore chimico stavano quasi per compromettere la stessa sopravvivenza dell'ENI).
Sì vede bene questo concetto in alcune lettere personali inviate dall'allora Presidente di Nuovo Pignone Franco Ciatti all'ex-amministratore delegato dell'Eni Franco Bernabè. Scrive ad esempio Ciatti in una polemica missiva dell'11 novembre 1992:
A fronte di una profittabilità pluriennale e di un portafoglio ordini valutato 5.000 miliardi di lire, il Nuovo Pignone, in consorzio con Snam-Progetti, aveva concluso un accordo da 3.400 miliardi lire per la fornitura di materiali ed apparecchiature al neocostituito ente pubblico russo Gazprom. L'accordo aveva una durata di 13 anni, al termine dei quali era previsto un diritto di opzione per l'acquisto di gas naturale a favore di Snam. La dirigenza della società era solidale con Ciatti, nel suo intento di "salvaguardare l'integrità e la reputazione internazionale conquistata in quarant'anni di attività", rispetto ad un "percorso di privatizzazione di cui non sono chiare le motivazioni industriali, né tantomeno le modalità di attuazione".
Mentre i lavoratori occupavano lo stabilimento di Firenze, GE presentò un piano industriale che riservava a loro e ai dirigenti del Nuovo Pignone una quota minima pari al 5% del capitale sociale, lasciando sul mercato una 10% del flottante azionario. Anche un pool di banche nazionali italiane era in trattativa con quattro colossi energetici stranieri interessati all'acquisto del Nuovo Pignone: Gec-Alshtom, Abb-Atlas, Dress-Ingersoll Rand e la General Electric.
Successivamente, Nuovo Pignone diventò la capofila della divisione Oil & Gas della GE Energy (caso unico per General Electric di capofila non basata in USA); moltiplicò per un fattore di circa 8 il fatturato e deteneva una quota rilevante del mercato mondiale delle turbine a gas e a vapore, compressori centrifughi e alternativi, oltre ad altri apparati relativi allo spostamento e impiego di petrolio e gas, operando con successo sia nella progettazione e costruzione dei macchinari che nella manutenzione di impianti.
Il settore di produzione delle pompe di carburante fu acquisito nel 2004 dalla statunitense Wayne.

### La cessione a Baker Hughes
Al 2017, GE stava valutando se dismettere la propria quota in Baker Hughes General Electric. Il 4 luglio 2019 fu inaugurata una nuova linea produttiva allo stabilimento Baker Hughes GE di Talamona.
Nel 2019 General Electric cedette una parte delle sue quote al gruppo Baker Hughes scendendo sotto il 50%.
Nel 2020 la nuova proprietà investì 30 milioni di euro per ampliare e rilanciare l'azienda.